# Exetastes sapporensis
Exetastes sapporensis là một loài tò vò trong họ Ichneumonidae.